# Noël Bonardi
Noël Bonardi fue un escultor francés, nacido el 14 de febrero de 1934 en Afa, Córcega y fallecido el 15 de marzo de 2012. Algunas de sus esculturas adornan las calles y plazas de la isla y del continente.
Nombrado «caballero de las Artes y las Letras » por el Ministerio de la Cultura de Francia. 